# Alfredo de Liechtenstein
Alfredo de Liechtenstein (Alfred Aloys Eduard; Praga, 11 de junho de 1842 – Deutschlandsberg, 8 de outubro de 1907) foi um príncipe de Liechtenstein, membro da principesca Casa de Liechtenstein.
Foi avô do príncipe Francisco José II de Liechtenstein.

## Casamento e família
Em 26 de abril de 1865, em Viena, Alfredo casou-se com sua prima, a princesa Henriqueta de Liechtenstein, filha de Aloísio II, Príncipe de Liechtenstein e da condessa Francisca Kinsky de Wchinitz e Tettau. Eles tiveram dez filhos:
- Princesa Francisca (1866-1939)
- Príncipe Francisco (1868-1929)
- Princesa Júlia (1868)
- Príncipe Aloísio (1869-1955), casou-se com a arquiduquesa Isabel Amália da Áustria; renunciou seus direitos de sucessão em favor de seu filho Francisco José II, Príncipe de Liechtenstein em 1923
- Princesa Maria Teresa (1871-1964)
- Príncipe João (1873-1959)
- Príncipe Alfredo (1875-1930), Primeiro-ministro provisório em 1928
- Príncipe Henrique (1877-1915)
- Príncipe Carlos Aloísio (1878-1955), Primeiro-ministro de Liechtenstein de 1918 a 1920; casou-se com Isabel de Urach, filha de Guilherme, 2.° Duque de Urach com sua primeira esposa, a duquesa Amália da Baviera
- Príncipe Jorge (1880-1931)

## Honras
- 1.143° Cavaleiro da Ordem do Tosão de Ouro.